# Sulcus lateralis

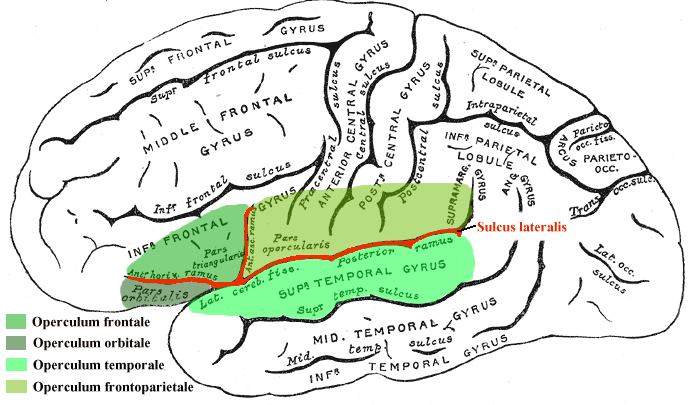
Sulcus lateralis und Operculum

Sulcus lateralis (rot markiert)

Der Sulcus lateralis – auch Fissura Sylvii, Sylvische Fissur, Sylvische Furche oder Fissura lateralis sowie Fossa Sylvii genannt – ist eine ausgedehnte seitliche Furche des Gehirns.
Sie wurde 1641 erstmals von Franz de le Boë genannt Sylvius beschrieben, weshalb sie im klinischen Sprachgebrauch teils als Fissura Sylvii bezeichnet wird.
Sie trennt den Scheitel- vom Schläfenlappen. Sie ist in beiden Hirnhälften zu finden, jedoch in der linken länger. Ihr liegt das Operculum an; in ihrer Tiefe befindet sich die Inselrinde. Sie enthält die Gyri temporales transversi, die Teil des auditiven Cortex sind. Die Ausbildung der Fissura Sylvii am Menschen erfolgt bereits in der 14. Schwangerschaftswoche. Damit gehört sie neben u. a. der Fissura longitudinalis zu den sich am frühesten entwickelnden Sulci.